# 1972

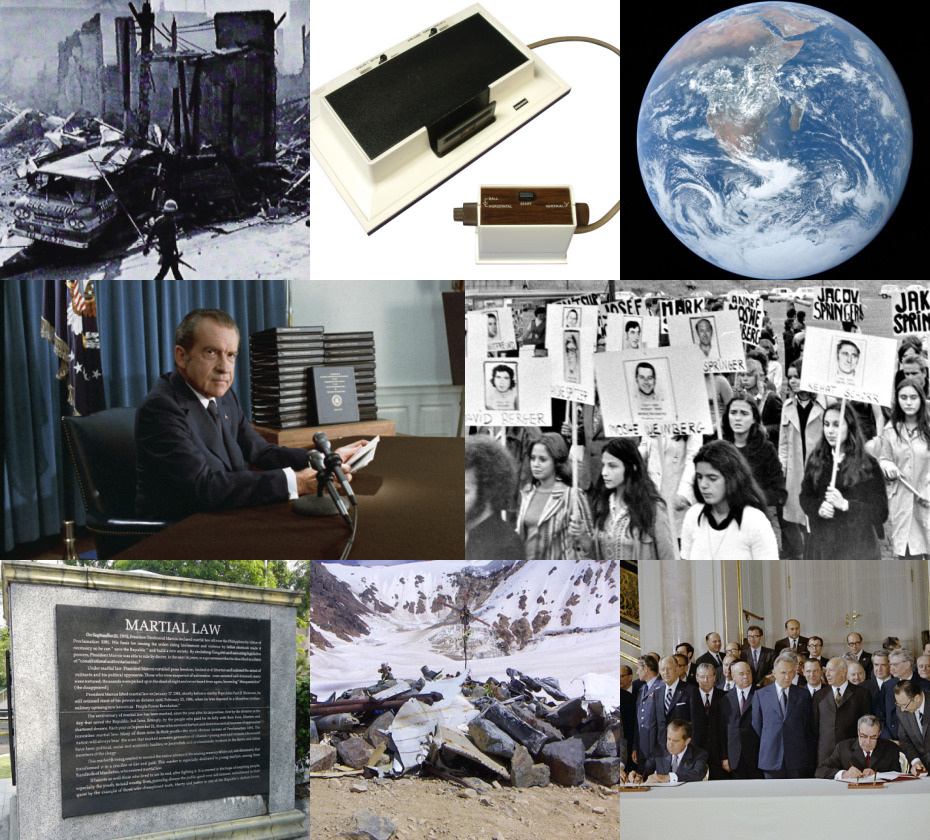

1972 (MCMLXXII) là một năm nhuận bắt đầu vào Thứ bảy của lịch Gregory, năm thứ 1972 của Công nguyên hay của Anno Domini, the năm thứ 972  của thiên niên kỷ 2, năm thứ 72  của thế kỷ 20, và năm thứ  3   của thập niên 1970. 

## Sự kiện

### Tháng 1
- 1 tháng 1: Nello Celio trở thành tổng thống Thụy Sĩ
- 1 tháng 1: Kurt Waldheim trở thành tổng thư ký của Liên Hợp Quốc
- 18 tháng 1: Bahrain trở thành thành viên trong UNESCO
- 27 tháng 1: Qatar trở thành thành viên của UNESCO
- 30 tháng 1: Pakistan ly khai Khối Thịnh vượng chung Anh

### Tháng 2
- 10 tháng 2: Oman trở thành thành viên của UNESCO
- 14 tháng 2: Trung Quốc và Mexico thiết lập quan hệ ngoại giao
- 19 tháng 2: Trung Quốc và Argentina thiết lập quan hệ ngoại giao
- 21 tháng 2: Tống thống Hoa Kỳ Nixon chính thức thăm Trung Quốc
- 26 tháng 2: Vỡ đập Buffalo-Creek tại Tây Virginia, Hoa Kỳ, 125 nạn nhân tử vong

### Tháng 4
- 10 tháng 4: Động đất 7,1 độ trong Iran, 5.054 người chết
- 16 tháng 4: Apollo 16 khởi hành

### Tháng 5
- 5 tháng 5: Palermo, Ý. Một chiếc Douglas DC-8 của Alitalia va vào núi. Tất cả 115 người trên máy bay chết
- 22 tháng 5: Ceylon có hiến pháp mới và trở thành nước cộng hòa dưới tên Sri Lanka
- 26 tháng 5: Hiệp ước SALT I được Richard Nixon và Leonid Ilyich Brezhnev ký kết

### Tháng 6
- 1 tháng 6: Iraq quốc hữu hóa toàn bộ nền công nghiệp dầu
- 5 tháng 6: Trung Quốc và Hy Lạp thiết lập quan hệ ngoại giao
- 9 tháng 6: Vỡ đập nước Canyon-Lake tại Rapid City, Nam Dakota.
- 18 tháng 6: London: Rơi một chiếc Hawker Siddeley Trident của BEA, tất cả 121 người trên máy bay chết

### Tháng 7
- 26 tháng 7: Quân lực VNCH kiểm soát thành cổ Quảng Trị, quân đội VNDCCH bị đẩy lùi

### Tháng 8
- 10 tháng 8: Truyền hình Vì an ninh Tổ quốc chính thức lên sóng.

### Tháng 10
- 13 tháng 10: Moskva: Rơi một chiếc Ilyushin Il-62 của Aeroflot, tất cả 176 người chết
- 27 tháng 10: Bangladesh trở thành thành viên của UNESCO

### Tháng 11
- 29 tháng 11: Atari phát hành Pong, trò chơi video thành công thương mại đầu tiên

### Tháng 12
- 7 tháng 12: Apollo 17 khởi hành
- 14 tháng 12: Eugene Andrew Cernan rời Mặt Trăng
- 19 tháng 12: Chiến dịch Linebacker II bắt đầu
- 23 tháng 12: Động đất 6,2 độ tại Nicaragua, khoảng 5.000 người chết
- 30 tháng 12: Tổng thống Richard Nixon lệnh ngừng ném bom miền bắc Việt Nam. Chiến dịch Linebacker II kết thúc
- 31 tháng 12: Bồ Đào Nha ly khai UNESCO

## Sinh

### Tháng 1
- 1 tháng 1: Lilian Thuram, cầu thủ bóng đá Pháp
- 5 tháng 1:
  - Sasha, ca sĩ nhạc pop Đức
  - Sakis Rouvas, nam ca sĩ Hy Lạp
- 11 tháng 1: Amanda Peet, nữ diễn viên Mỹ
- 13 tháng 1:
  - Stefan Beinlich, cầu thủ bóng đá Đức
  - Nicole Eggert, nữ diễn viên Mỹ
- 15 tháng 1: Shelia Burrell, nữ vận động viên điền kinh Mỹ
- 17 tháng 1: Benno Fürmann, diễn viên Đức
- 18 tháng 1:
  - Conny Mayer, nữ chính trị gia Đức
  - Kjersti Plätzer, nữ vận động viên điền kinh Na Uy
- 21 tháng 1: Javier Yubero, cầu thủ bóng đá Tây Ban Nha (mất 2005)
- 24 tháng 1:
  - Muriel Baumeister, nữ diễn viên Áo
  - Beth Hart, nữ ca sĩ Mỹ
- 25 tháng 1:
  - Silke Rottenberg, nữ cầu thủ bóng đá Đức
  - Pauli Jaks, vận động viên khúc côn cầu trên băng Thụy Sĩ
- 27 tháng 1:
  - Tobias Steinhauser, tay đua xe đạp Đức
  - Mark Owen, nam ca sĩ Anh
- 29 tháng 1: Bobbie Phillips, nữ diễn viên Mỹ

### Tháng 2
- 1 tháng 2: Christian Ziege, cầu thủ bóng đá Đức
- 2 tháng 2: Dana International, nữ ca sĩ nhạc pop Israel
- 3 tháng 2: Georg Koch, cầu thủ bóng đá Đức
- 12 tháng 2: Sophie Zelmani, nữ nhạc sĩ Thụy Điển
- 13 tháng 2: Ronald Maul, cầu thủ bóng đá Đức
- 15 tháng 2:
  - Phan Thị Bích Hằng, nhà ngoại cảm nổi tiếng ở Việt Nam
  - Jaromír Jágr, vận động viên khúc côn cầu trên băng
- 16 tháng 2:
  - Wiebke Lorenz, nữ nhà báo, nhà văn Đức
  - Grit Breuer, nữ vận động viên điền kinh Đức
- 17 tháng 2: Johnny Jensen, vận động viên bóng ném Na Uy
- 20 tháng 2: Laith Al-Deen, nhạc sĩ Đức
- 22 tháng 2:
  - Claudia Pechstein, nữ vận động viên chạy đua trên băng Đức
  - Michael Chang, vận động viên quần vợt Mỹ
- 24 tháng 2: Manon Rheaume, nữ vận động viên khúc côn cầu trên băng Canada
- 25 tháng 2: Anneke Kim Sarnau, nữ diễn viên Đức

### Tháng 3
- 2 tháng 3: Tim Bergmann, diễn viên Đức
- 5 tháng 3: Luca Turilli, nhạc sĩ
- 6 tháng 3: Shaquille O'Neal, cầu thủ bóng rổ Mỹ
- 9 tháng 3: Jean Louisa Kelly, nữ diễn viên Mỹ
- 10 tháng 3: Timbaland, nhà sản xuất âm nhạc Mỹ
- 12 tháng 3: Christian Möllmann, diễn viên Đức, nam ca sĩ
- 17 tháng 3:
  - Melissa Auf der Maur, ca sĩ, người mẫu
  - Mia Hamm, nữ cầu thủ bóng đá Mỹ
- 19 tháng 3: Julie Lunde Hansen, nữ vận động viên chạy ski Na Uy
- 21 tháng 3: Derartu Tulu, nữ vận động viên điền kinh Ai Cập
- 29 tháng 3: Manuel Rui Costa, cầu thủ bóng đá Bồ Đào Nha
- 31 tháng 3: Hà Phương, nữ ca sĩ người Mỹ gốc Việt

### Tháng 4
- 3 tháng 4: Jennie Garth, nữ diễn viên người Mỹ
- 4 tháng 4: Xenia Seeberg, nữ diễn viên người Đức
- 6 tháng 4: Ralf Bucher, cầu thủ bóng đá người Đức
- 9 tháng 4: RedOne (Nadir Khayat), ca sĩ, nhạc sĩ, nhà sản xuất thu âm kiêm giám đốc âm nhạc người Thụy Điển/Maroc
- 10 tháng 4: Sami Yli-Sirniö, nhạc sĩ  người Phần Lan
- 13 tháng 4: John van Buskirk, cầu thủ, huấn luyện viên bóng đá người Mỹ
- 15 tháng 4: Giuseppe Reina, cầu thủ bóng đá người Đức
- 16 tháng 4: Conchita Martínez, nữ vận động viên quần vợt người Tây Ban Nha
- 17 tháng 4: Jennifer Garner, nữ diễn viên người Mỹ
- 18 tháng 4: Lars Christiansen, vận động viên bóng ném người Đan Mạch
- 19 tháng 4: 
  - Rivaldo, cầu thủ bóng đá người Brasil
  - Sonja Nef, nữ vận động viên chạy ski người Thụy Sĩ
- 20 tháng 4: Carmen Electra, nữ diễn viên, ca sĩ
- 23 tháng 4: Mursyid Effendi, cầu thủ bóng đá người Indonesia
- 29 tháng 4: Marko Rehmer, cầu thủ bóng đá người Đức

### Tháng 5
- 2 tháng 5:
  - Steffen Ziesche, vận động viên khúc côn cầu trên băng Đức
  - Alec Empire, nhạc sĩ Đức
  - Dwayne Johnson, diễn viên Mỹ, wrestler
- 5 tháng 5:
  - Devin Townsend, ca sĩ Canada
  - Žigmund Pálffy, vận động viên khúc côn cầu trên băng Slovakia
- 6 tháng 5:
  - Peter Friedrich, chính trị gia Đức
  - Naoko Takahashi, nữ vận động viên điền kinh Nhật Bản, huy chương Thế Vận Hội
- 7 tháng 5: Ivan Sergei, diễn viên Mỹ
- 8 tháng 5: Darren Hayes, ca sĩ nhạc pop Úc
- 9 tháng 5: Tommy Krappweis, tác giả Đức và đạo diễn phim
- 10 tháng 5:
  - Katja Seizinger, nữ vận động viên chạy ski Đức
  - Christian Wörns, cầu thủ bóng đá Đức
- 13 tháng 5: La Sương Sương, nữ ca sĩ người Mỹ gốc Việt hoạt động ở hải ngoại (mất 2007)
- 16 tháng 5: Martin Brodeur, vận động viên khúc côn cầu trên băng Canada
- 18 tháng 5: Nordin ben Salah, võ sĩ quyền Anh Hà Lan (mất 2004)
- 21 tháng 5:
  - Christoph Hartmann, chính trị gia Đức
  - The Notorious B.I.G., rapper Mỹ (m. 1997)
- 26 tháng 5: René Hemmerling, nhà văn Đức
- 27 tháng 5: Ivete Sangalo, nữ ca sĩ Brasil
- 28 tháng 5:
  - Boris Palmer, chính trị gia Đức
  - Chiara Mastroianni, nữ diễn viên Pháp
  - Michael Boogerd, tay đua xe đạp Hà Lan
- 31 tháng 5: Sébastien Barberis, cầu thủ bóng đá Thụy Sĩ

### Tháng 6
- 1 tháng 6: Mỹ Lệ, nữ ca sĩ người Việt Nam
- 4 tháng 6: Nikka Costa, nữ ca sĩ người Mỹ
- 7 tháng 6:
  - Karl Urban, diễn viên người New Zealand
  - Trần Bảo Sơn, diễn viên, doanh nhân người Việt Nam, chồng cũ của nữ diễn viên Trương Ngọc Ánh
- 8 tháng 6: Jaroslav Rudiš, nhà văn , nhà báo người Séc
- 12 tháng 6: Inger Miller, nữ vận động viên điền kinh Mỹ
- 15 tháng 6: Jean-Francois Labbé, vận động viên khúc côn cầu trên băng người Canada
- 19 tháng 6: Ilja Markow, vận động viên điền kinh người Nga, huy chương Thế Vận Hội
- 22 tháng 6: Dariusz Baranowski, tay đua xe đạp người Ba Lan
- 23 tháng 6:
  - Zinedine Zidane, cầu thủ bóng đá người Pháp
  - Selma Blair, nữ diễn viên người Mỹ
- 24 tháng 6: Robbie McEwen, tay đua xe đạp người Úc
- 28 tháng 6:
  - Maria Viktorovna Butyrskaya, nữ vận động viên trượt băng nghệ thuật người Nga
  - Ngô Bảo Châu, Giáo sư Toán người Việt Nam/Pháp

### Tháng 7
- 1 tháng 7:
  - Steffi Nerius, nữ vận động viên điền kinh Đức
  - Claire Forlani, nữ diễn viên Anh
- 2 tháng 7: Darren O'Shaughnessy, nhà văn Ireland
- 4 tháng 7: Karin Thürig, nữ vận động viên đua xe đạp Thụy Sĩ
- 8 tháng 7: Geri Halliwell, nữ ca sĩ nhạc pop Anh
- 10 tháng 7: Phương Thùy, nữ ca sĩ Việt Nam
- 17 tháng 7:
  - Mandy Smith, người mẫu, nữ ca sĩ
  - Jaap Stam, cầu thủ bóng đá Hà Lan
- 19 tháng 7: Ebbe Sand, cầu thủ bóng đá Đan Mạch
- 21 tháng 7: Paul Brandt, ca sĩ nhạc country Canada
- 23 tháng 7: Giovane Elber, cầu thủ bóng đá Brasil
- 26 tháng 7: Tanja Szewczenko, nữ vận động viên trượt băng nghệ thuật Đức
- 28 tháng 7:
  - Walter Bénéteau, tay đua xe đạp Pháp
  - Anh Vũ, diễn viên, người dẫn chương trình, ca sĩ hát nhạc hài người Việt Nam (mất 2019)
- 29 tháng 7: Wil Wheaton, diễn viên Mỹ, nhà văn

### Tháng 8
- 2 tháng 8:
  - Justyna Steczkowska, nữ nhạc sĩ nhạc pop Ba Lan
  - Corinne Rey-Bellet, nữ vận động viên chạy ski Thụy Sĩ
- 3 tháng 8: Erika Marozsán, nữ diễn viên Hungary
- 6 tháng 8: Christoph Simon, nhà văn Thụy Sĩ
- 8 tháng 8: Axel Merckx, tay đua xe đạp Bỉ
- 9 tháng 8: Marcos Serrano, tay đua xe đạp Tây Ban Nha
- 10 tháng 8: Angie Harmon, nữ diễn viên Mỹ
- 12 tháng 8: Rebecca Gayheart, nữ diễn viên Mỹ
- 15 tháng 8:
  - Mikey Graham, nam ca sĩ Ireland
  - Ben Affleck, diễn viên Mỹ
- 24 tháng 8: Fritz Strobl, vận động viên chạy ski Áo
- 27 tháng 8:
  - Denise Lewis, nữ vận động viên điền kinh Anh
  - Roland Garber, tay đua xe đạp Áo
- 30 tháng 8:
  - Pavel Nedvěd, cầu thủ bóng đá
  - Cameron Diaz, nữ diễn viên Mỹ và người mẫu
- 31 tháng 8: Kostas Konstantinidis, cầu thủ bóng đá Hy Lạp

### Tháng 9
- 1 tháng 9: Peter Adolphsen, nhà văn Đan Mạch
- 3 tháng 9: Tim Lobinger, vận động viên điền kinh Đức
- 8 tháng 9:
  - Markus Babbel, cầu thủ bóng đá Đức
  - Seki Tomokazu, seiyū Nhật Bản
- 9 tháng 9: Miriam Oremans, nữ vận động viên quần vợt Hà Lan
- 13 tháng 9: Trần Tuệ Lâm, ca sĩ kiêm diễn viên Hồng Kông
- 14 tháng 9: Peter Németh, cầu thủ bóng đá Slovakia
- 15 tháng 9:
  - Timothy Mack, vận động viên điền kinh Mỹ
  - Mandakranta Sen, nhà văn nữ Ấn Độ
- 16 tháng 9:
  - Vebjørn Rodal, vận động viên điền kinh Na Uy, huy chương Thế Vận Hội
  - Daisuke Miyagawa, diễn viên hài người Nhật Bản
- 18 tháng 9: Mirijam Günter, nhà văn, nhà xuất bản
- 21 tháng 9: Liam Gallagher, nam ca sĩ Anh của ban nhạc rock Oasis
- 23 tháng 9: Sarah Bettens, nữ nhạc sĩ Bỉ
- 28 tháng 9:
  - Werner Schlager, vận động viên bóng bàn Áo
  - Gwyneth Paltrow, nữ diễn viên Mỹ
- 30 tháng 9: Ari Behn, nhà văn Na Uy

### Tháng 10
- 3 tháng 10: Kevin Richardson, nam ca sĩ của Backstreet Boys
- 7 tháng 10: Loek van Wely, kì thủ Hà Lan
- 11 tháng 10: Claudia Black, nữ diễn viên Úc
- 16 tháng 10:
  - Benjamin Mikfeld, chính trị gia Đức
  - Tomasz Hajto, cầu thủ bóng đá Ba Lan
- 17 tháng 10: Eminem, ca sĩ nhạc rap Mỹ và nhà sản xuất
- 18 tháng 10:
  - Helge Braun, chính trị gia Đức và nghị sĩ quốc hội liên bang
  - Wojciech Kuczok, nhà văn Ba Lan
- 19 tháng 10: Stephan Hanke, cầu thủ bóng đá Đức
- 24 tháng 10: Matt Hemingway, vận động viên điền kinh Mỹ
- 27 tháng 10:
  - Sebastian Ratjen, chính trị gia Đức
  - Santiago Botero, tay đua xe đạp Colombia
  - Maria Mutola, nữ vận động viên điền kinh
- 30 tháng 10: Daniela Knor, nữ tác giả Đức

### Tháng 11
- 1 tháng 11: Toni Collette, nữ diễn viên Úc
- 4 tháng 11: Luís Figo, cầu thủ bóng đá Bồ Đào Nha
- 6 tháng 11:
  - Thandie Newton, nữ diễn viên Anh
  - Rebecca Romijn, nữ diễn viên Mỹ
- 7 tháng 11:
  - Christopher Daniel Barnes, diễn viên Mỹ
  - Jason London, diễn viên Mỹ, nhà sản xuất phim
- 12 tháng 11: Vasileios Tsiartas, cầu thủ bóng đá Hy Lạp
- 14 tháng 11:
  - Edyta Górniak, nữ ca sĩ Ba Lan
  - Dariusz Żuraw, cầu thủ bóng đá Ba Lan
- 15 tháng 11: Jonny Lee Miller, diễn viên Anh
- 17 tháng 11: Kimya Dawson, nữ ca sĩ Mỹ
- 26 tháng 11: Arjun Rampal, diễn viên Ấn Độ
- 30 tháng 11: Kriemhild Jahn, nữ ca sĩ Đức

### Tháng 12
- 1 tháng 12: Norbert Wójtowicz, nhà sử học, thần học người Ba Lan
- 2 tháng 12: Sergejs Žoltoks, vận động viên khúc côn cầu trên băng (mất 2004)
- 4 tháng 12:
  - Sebastian Karpiniuk, chính trị gia người Ba Lan
  - Marc Bator, nhà báo người Đức
- 9 tháng 12:
  - Leonor Varela, nữ diễn viên người Chile
  - Tré Cool, nhạc sĩ nhạc rock người Mỹ
  - Reiko Aylesworth, nữ diễn viên người Mỹ
- 10 tháng 12: Brian Molko, nhạc sĩ
- 11 tháng 12: Andrij Hussin, cầu thủ bóng đá người Ukraina
- 12 tháng 12: Wilson Kipketer, vận động viên điền kinh người Đan Mạch
- 13 tháng 12: Peter Luttenberger, tay đua xe đạp người Áo
- 17 tháng 12: Anton Ehmann, cầu thủ bóng đá người Áo
- 19 tháng 12: Alyssa Milano, nữ diễn viên, nhà sản xuất, ca sĩ người Mỹ
- 20 tháng 12: Anja Rücker, nữ vận động viên điền kinh người Đức
- 22 tháng 12:
  - Stephanie Ann Jones, nữ cầu thủ bóng đá người Đức
  - Vanessa Paradis, nữ diễn viên, ca sĩ người Pháp
  - Alexandre Moos, tay đua xe đạp người Thụy Sĩ
- 23 tháng 12: Lukas Hilbert, nhà soạn nhạc, sản xuất nhạc, ca sĩ người Đức
- 24 tháng 12: Thanh Ngân, nghệ sĩ cải lương người Việt Nam
- 25 tháng 12: Qu Yunxia, nữ vận động viên điền kinh người Trung Quốc
- 26 tháng 12: Jared Leto, diễn viên người Mỹ
- 28 tháng 12: Patrick Rafter, vận động viên quần vợt người Úc
- 29 tháng 12:
  - Jude Law, diễn viên người Anh
  - Eva Haßmann, nữ diễn viên người Đức
- 30 tháng 12: Stefan Liebich, chính trị gia người Đức
- 31 tháng 12: Mathias Hain, cầu thủ bóng đá người Đức

### Không rõ ngày, tháng
- Yoo Ho-han, diễn viên lồng tiếng người Hàn Quốc (mất 2025)[1]

## Mất
- 1 tháng 1: Eberhard Wolfgang Möller, nhà văn Đức, nhà soạn kịch (sinh 1906)
- 3 tháng 1: Elisabeth Schiemann, nhà nữ thực vật học Đức (sinh 1881)
- 6 tháng 1: Chen Yi, tướng, chính trị gia Trung Hoa (sinh 1901)
- 14 tháng 1: Frederik IX, vua của Đan Mạch (sinh 1899)
- 14 tháng 1: Horst Assmy, cầu thủ bóng đá Đức (sinh 1933)
- 16 tháng 1: David Seville, nam ca sĩ Mỹ, nhà soạn nhạc (sinh 1919)
- 17 tháng 1: Karl Gaul, chính trị gia Đức (sinh 1889)
- 24 tháng 1: Dino Buzzati, nhà văn Ý (sinh 1906)
- 27 tháng 1: Richard Courant, nhà toán học Đức (sinh 1888)
- 30 tháng 1: Karel Boleslav Jirák, nhà soạn nhạc Séc (sinh 1891)
- 31 tháng 1: Hans Breitensträter, võ sĩ quyền anh hạng nặng (sinh 1897)
- 7 tháng 2: Walter Lang, đạo diễn phim Mỹ (sinh 1896)
- 7 tháng 2: Walter von Sanden-Guja, nhà văn Đức, nhà nghiên cứu tự nhiên, thi sĩ (sinh 1888)
- 8 tháng 2: Markos Vamvakaris, nam ca sĩ Hy Lạp, nhà soạn nhạc (sinh 1905)
- 15 tháng 2: Edgar Snow, nhà báo Mỹ (sinh 1905)
- 16 tháng 2: Jakob Fischbacher, chính trị gia Đức (sinh 1886)
- 20 tháng 2: Maria Goeppert-Mayer, nhà nữ vật lý học (sinh 1906)
- 25 tháng 2: Gottfried Fuchs, cầu thủ bóng đá Đức (sinh 1889)
- 28 tháng 2: Victor Barna, vận động viên bóng bàn Hungary (sinh 1911)
- 2 tháng 3: Clifford Coffin, nhiếp ảnh gia Mỹ (sinh 1913)
- 5 tháng 3: Helmut Körnig, vận động viên điền kinh Đức (sinh 1905)
- 7 tháng 3: Otto Griebel, họa sĩ Đức (sinh 1895)
- 11 tháng 3: Ferdinand Friedensburg, chính trị gia Đức (sinh 1886)
- 11 tháng 3: Martin Blank, chính trị gia Đức (sinh 1897)
- 20 tháng 3: Gerhard Heid, huấn luyện viên bóng đá Đức
- 27 tháng 3: M. C. Escher, nghệ nhân Hà Lan, nghệ sĩ tạo hình (sinh 1898)
- 2 tháng 4: Franz Halder, tướng Đức trong Chiến tranh thế giới thứ hai (sinh 1884)
- 3 tháng 4: Ferde Grofé, nhà soạn nhạc Mỹ, người điều khiển dàn nhạc (sinh 1892)
- 4 tháng 4: Stefan Wolpe, nhà soạn nhạc Đức (sinh 1902)
- 6 tháng 4: Heinrich Lübke, chính trị gia Đức (sinh 1894)
- 11 tháng 4: Solomon Aaron Berson, nhà y học Mỹ (sinh 1918)
- 13 tháng 4: Jóhannes Sveinsson Kjarval, họa sĩ (sinh 1885)
- 15 tháng 4: Frank Knight, nhà kinh tế học Mỹ (sinh 1885)
- 16 tháng 4: Kawabata Yasunari, nhà văn Nhật Bản (sinh 1899)
- 18 tháng 4: Willi Lausen, chính trị gia Đức (sinh 1901)
- 25 tháng 4: George Sanders, diễn viên Anh, Giải Oscar (sinh 1906)
- 27 tháng 4: Kwame Nkrumah, chính trị gia, 1960–1966 tổng thống Ghana (sinh 1909)
- 27 tháng 4: Jóhannes úr Kötlum, nhà văn (sinh 1899)
- 29 tháng 4: Manfred Gurlitt, tác giả Đức, nhà soạn nhạc (sinh 1890)
- 2 tháng 5: J. Edgar Hoover, giám đốc FBI (sinh 1895)
- 2 tháng 5: Hugo Hartung, nhà văn Đức (sinh 1902)
- 4 tháng 5: Edward Calvin Kendall, nhà hóa sinh Mỹ (sinh 1886)
- 5 tháng 5: Fulbert Youlou, tổng thống Cộng hòa Congo (sinh 1917)
- 9 tháng 5: Michael Laßleben, nhà xuất bản Đức (sinh 1899)
- 13 tháng 5: Dan Blocker, diễn viên Mỹ (sinh 1928)
- 14 tháng 5: Theodor Blank, chính trị gia Đức (sinh 1905)
- 18 tháng 5: Sidney Franklin, đạo diễn phim Mỹ, nhà sản xuất phim (sinh 1893)
- 22 tháng 5: Margaret Rutherford, nữ diễn viên Anh (sinh 1892)
- 22 tháng 5: Cecil Day-Lewis, nhà văn, thi sĩ (sinh 1904)
- 25 tháng 5: Asta Nielsen, nữ diễn viên Đan Mạch (sinh 1881)
- 27 tháng 5: José Garibi y Rivera, tổng giám mục Guadalajara, Hồng y (sinh 1889)
- 29 tháng 5: Margaret Ruthven Lang, nhà soạn nhạc Mỹ (sinh 1867)
- 2 tháng 6: Ulvi Cemal Erkin, nhà soạn nhạc Thổ Nhĩ Kỳ (sinh 1906)
- 11 tháng 6: Joakim Bonnier, tay đua Công thức 1 (sinh 1930)
- 12 tháng 6: Ludwig von Bertalanffy, nhà sinh vật học Áo, nhà nghiên cứu tự nhiên (sinh 1901)
- 13 tháng 6: Georg von Békésy, nhà vật lý học, nhà sinh lý học (sinh 1899)
- 17 tháng 6: Helge Rosvaenge, người hát giọng nam cao Đan Mạch (sinh 1897)
- 22 tháng 6: Paul Czinner, tác giả, đạo diễn phim, (sinh 1890)
- 23 tháng 6: Werner Klingler, diễn viên Đức, đạo diễn phim, tác giả kịch bản (sinh 1903)
- 28 tháng 6: Prasanta Chandra Mahalanobis, nhà vật lý học Ấn Độ (sinh 1893)
- 29 tháng 6: Boby Lapointe, nam ca sĩ Pháp (sinh 1922)
- 3 tháng 7: Fred McDowell, nhạc sĩ blues Mỹ (sinh 1904)
- 3 tháng 7: Gustav Hillard, nhà văn Đức, nhà phê bình (sinh 1881)
- 9 tháng 7: Franz Pfender, chính trị gia Đức (sinh 1899)
- 20 tháng 7: Friedrich Flick, doanh nhân Đức (sinh 1883)
- 20 tháng 7: Geeta Dutt, nữ ca sĩ Ấn Độ (sinh 1930)
- 21 tháng 7: Ralph Craig, vận động viên điền kinh Mỹ (sinh 1889)
- 23 tháng 7: Max Aub, nhà văn Tây Ban Nha (sinh 1903)
- 25 tháng 7: Thomas Andresen, chính trị gia Đức (sinh 1897)
- 26 tháng 7: Joop Boutmy, cầu thủ bóng đá Hà Lan (sinh 1894)
- 31 tháng 7: Paul-Henri Spaak, chính trị gia Bỉ, chính khách (sinh 1899)
- 31 tháng 7: Ernst Fischer, nhà văn Áo (sinh 1899)
- 2 tháng 8: Rudolph Ganz, nhà soạn nhạc Thụy Sĩ, nghệ sĩ dương cầm, người điều khiển dàn nhạc (sinh 1877)
- 2 tháng 8: Ralph Maria Siegel, nhà soạn nhạc Đức (sinh 1911)
- 2 tháng 8: Paul Goodman, triết gia xã hội Mỹ, nhà thơ (sinh 1911)
- 9 tháng 8: Ernst von Salomon, nhà văn Đức (sinh 1902)
- 11 tháng 8: Albrecht Aschoff, chính trị gia Đức (sinh 1899)
- 11 tháng 8: Max Theiler, nhà sinh vật học Mỹ (sinh 1899)
- 14 tháng 8: Paolo Giobbe, Hồng y Giáo chủ (sinh 1880)
- 16 tháng 8: John Barnes Chance, nhà soạn nhạc Mỹ (sinh 1932)
- 16 tháng 8: Pierre Brasseur, diễn viên Pháp (sinh 1905)
- 19 tháng 8: Leopold Reitz, nhà văn Đức (sinh 1889)
- 24 tháng 8: Georg Draheim, giáo sư kinh tế học (sinh 1903)
- 25 tháng 8: Juan Carlos Paz, nhà soạn nhạc Argentina (sinh 1901)
- 26 tháng 8: Oskar Wacker, chính trị gia Đức (sinh 1898)
- 29 tháng 8: Lale Andersen, nữ ca sĩ Đức, nữ diễn viên (sinh 1905)
- 29 tháng 8: Herta Ilk, nữ chính trị gia Đức (sinh 1902)
- 30 tháng 8: Joseph Maria Lutz, nhà văn Đức (sinh 1893)
- 2 tháng 9: Alejandra Pizarnik, nữ thi sĩ Argentina (sinh 1936)
- 2 tháng 9: John Hutchinson, nhà thực vật học Anh (sinh 1884)
- 15 tháng 9: Ásgeir Ásgeirsson, tổng thống thứ nhì của Iceland(sinh 1894)
- 19 tháng 9: Robert Casadesus, nghệ sĩ dương cầm Pháp (sinh 1899)
- 21 tháng 9: Henry de Montherlant, nhà văn Pháp (sinh 1895)
- 22 tháng 9: Benedicto Kiwanuka, chính trị gia (sinh 1922)
- 23 tháng 9: Gerard Boedijn, nhà soạn nhạc Hà Lan, thầy giáo (sinh 1893)
- 27 tháng 9: Rory Storm, nhạc sĩ nhạc rock Anh, nam ca sĩ (sinh 1938)
- 27 tháng 9: Shiyali Ramamrita Ranganathan, nhà toán học Ấn Độ (sinh 1892)
- 28 tháng 9: Erich Przywara, nhà thần học (sinh 1889)
- 30 tháng 9: Edgar G. Ulmer, đạo diễn phim Mỹ (sinh 1904)
- 1 tháng 10: Kurt Hiller, nhà văn Đức, nhà xuất bản (sinh 1885)
- 10 tháng 10: Kenneth Essex Edgeworth, nhà thiên văn học Ireland (sinh 1880)
- 16 tháng 10: Hale Boggs, chính trị gia Mỹ (sinh 1914)
- 16 tháng 10: Leo G. Carroll, diễn viên Anh (sinh 1892)
- 17 tháng 10: Günter Neumann, nhà soạn nhạc Đức, tác giả (sinh 1913)
- 20 tháng 10: Harlow Shapley, nhà thiên văn học Mỹ (sinh 1885)
- 28 tháng 10: Mitchell Leisen, đạo diễn phim Mỹ, diễn viên, nhà sản xuất (sinh 1898)
- 5 tháng 11: Lubor Bárta, nhà soạn nhạc Séc (sinh 1928)
- 6 tháng 11: Heinz Spundflasche, cầu thủ bóng đá Đức (sinh 1919)
- 11 tháng 11: Paul Schmitthenner, kiến trúc sư Đức (sinh 1884)
- 13 tháng 11: Arnold Jackson, vận động viên điền kinh Anh, huy chương Thế Vận Hội (sinh 1891)
- 16 tháng 11: Andrei Philippowitsch Pashchenko, nhà soạn nhạc Nga (sinh 1885)
- 18 tháng 11: Stanislaus Kobierski, cầu thủ bóng đá Đức (sinh 1910)
- 20 tháng 11: Ennio Flaiano, nhà văn Ý (sinh 1910)
- 24 tháng 11: Mani Matter, nhạc sĩ Thụy Sĩ (sinh 1936)
- 25 tháng 11: Hans Scharoun, kiến trúc sư Đức (sinh 1893)
- 25 tháng 11: Henri Marie Coandă, nhà vật lý học (sinh 1886)
- 28 tháng 11: Havergal Brian, nhà soạn nhạc Anh (sinh 1876)
- 30 tháng 11: Hans Erich Apostel, nhà soạn nhạc (sinh 1901)
- 1 tháng 12: Antonio Segni, chính trị gia Ý (sinh 1891)
- 2 tháng 12: Donn Eisele, nhà du hành vũ trụ Mỹ (sinh 1930)
- 2 tháng 12: Diệp Vấn, võ sư Vịnh Xuân Quyền nổi tiếng (sinh 1893)
- 4 tháng 12: Mikalai Aladau, nhà soạn nhạc Belarus (sinh 1890)
- 4 tháng 12: Arnold Fischer, chính trị gia Đức (sinh 1898)
- 6 tháng 12: Paul Weyland, nhà hóa học Đức (sinh 1888)
- 8 tháng 12: William Dieterle, đạo diễn phim Đức, diễn viên (sinh 1893)
- 15 tháng 12: Wolfgang Jacobi, nhà soạn nhạc Đức gốc Do Thái (sinh 1894)
- 24 tháng 12: Ernst Kreuder, nhà văn Đức (sinh 1903)
- 26 tháng 12: Harry S. Truman, chính trị gia Mỹ, tổng thống thứ 33 của Hoa Kỳ (sinh 1884)
- 27 tháng 12: Lester B. Pearson, Thủ tướng Canada (sinh 1897)
- 29 tháng 12: Joseph Cornell, nhà điêu khắc Mỹ, họa sĩ (sinh 1903)
- 29 tháng 12: Curth Georg Becker, họa sĩ Đức (sinh 1904)
- 30 tháng 12: Arsenio Rodríguez, nhạc sĩ Cuba, nhà soạn nhạc (sinh 1911)

## Giải Nobel
- Hóa học - Christian B. Anfinsen, Stanford Moore, William H. Stein
- Văn học - Heinrich Böll
- Hòa bình - không trao giải
- Vật lý - John Bardeen, Leon Neil Cooper, John Robert Schrieffer
- Y học - Gerald M. Edelman, Rodney R. Porter
- Kinh tế - John Hicks, Kenneth Arrow